# Kâgssagssuk

Logo du Kâgssagssuk

Kâgssagssuk est un club de football groenlandais basé à Maniitsoq.

## Palmarès
- Championnat :
  - 1989
- Championnat féminin :
  - troisième : 1990